# Pedro Donders
Pedro Donders, C.Ss.R. (Tilburgo, 27 de octubre de 1809 - Batavia, 14 de enero de 1887) fue un sacerdote redentorista, conocido por su labor de evangelización a los esclavos y leprosos de Surinam. El 23 de mayo fue beatificado por Juan Pablo II, debido a su trabajo altruista como misionero.

## Vida y apostolado

### Infancia y vocación
Pedro Donders nació en Tilburgo, Países Bajos, en una modesta familia de tejedores. Su padre, Arnold Denis, y su madre Petronella no podían asumir los costos de los estudios de sus dos hijos quienes no irían a la escuela. Pedro era conocido en su ciudad natal con el nombre de Peerke Donders. Desde su niñez manifestó el deseo de ser sacerdote; sin embargo, su meta tuvo que postergarse desde temprana edad al verse obligado a trabajar en una fábrica. Posteriormente comenzó a trabajar como sirviente en un instituto donde tuvo la oportunidad de ampliar sus conocimientos y virtudes. Tiempo después un  benefactor le apoyaría a que estudiase teología en Herlaar.
Tras leer los Anales de la Propagación de la Fe descubrió que su verdadera vocación sería realizar misiones en el extranjero. Es así que en 1839 fue admitido como misionero en la colonia de Guyana Holandesa (Ahora conocida como Surinam). En 1840 se ordenó como sacerdote y en 1842 arribó a Paramaribo para iniciar su apostolado. Desde un principio tuvo éxito catequizando a los esclavos negros, y en 1850, había convertido y bautizado a un total de 1200. Durante la epidemia de 1851, continuó su labor catequizadora, hasta que se contagió al igual que sus colegas sacerdotes. Reanudó sus labores entre los esclavos antes de que convaleciese de su enfermedad, y extendió su ayuda a los cimarrones Saramaka. En 1855 se estableció en Batavia, donde fue pastor de 600 leprosos durante un periodo de 32 años. Su labor religiosa con los leprosos continuaría hasta el final de sus días, y se le otorgaría el título honorífico de Pastor de los leprosos.
En 1865 la Santa Sede junto al Rey de Holanda delegaron la catequización de la colonia a la Congregación del Santísimo Redentor y Donders decidió unirse a dicha orden religiosa.

## Beatificación
Fue beatificado por el papa Juan Pablo II. el 23 de mayo de 1982. La fecha de su fiesta se fijó para el 14 de enero.